# Кестутіс Настопка
Кестутіс Настопка (лит. Kęstutis Nastopka; 18 березня 1940, Каунас — 23 липня 2024, Вільнюс) — литовський літературознавець, літературний критик, перекладач. Доктор гуманітарних наук, професор. Розробник литовської семіотики. Дослідник історії литовсько-латиських літературних зв'язків.

## Біографія
1962 закінчив Вільнюський університет за спеціальністю «літуаністика». У 1962-1965 стажувався в Латвійському університеті.
1966 у Вільнюському університеті захистив дисертацію на здобуття наукового ступеня кандидата філологічних наук про литовсько-латиські літературні зв'язки (1800-1917).
У 1966-1972 працював в Інституті литовської мови і літератури. З 1971 член Спілки письменників Литви.

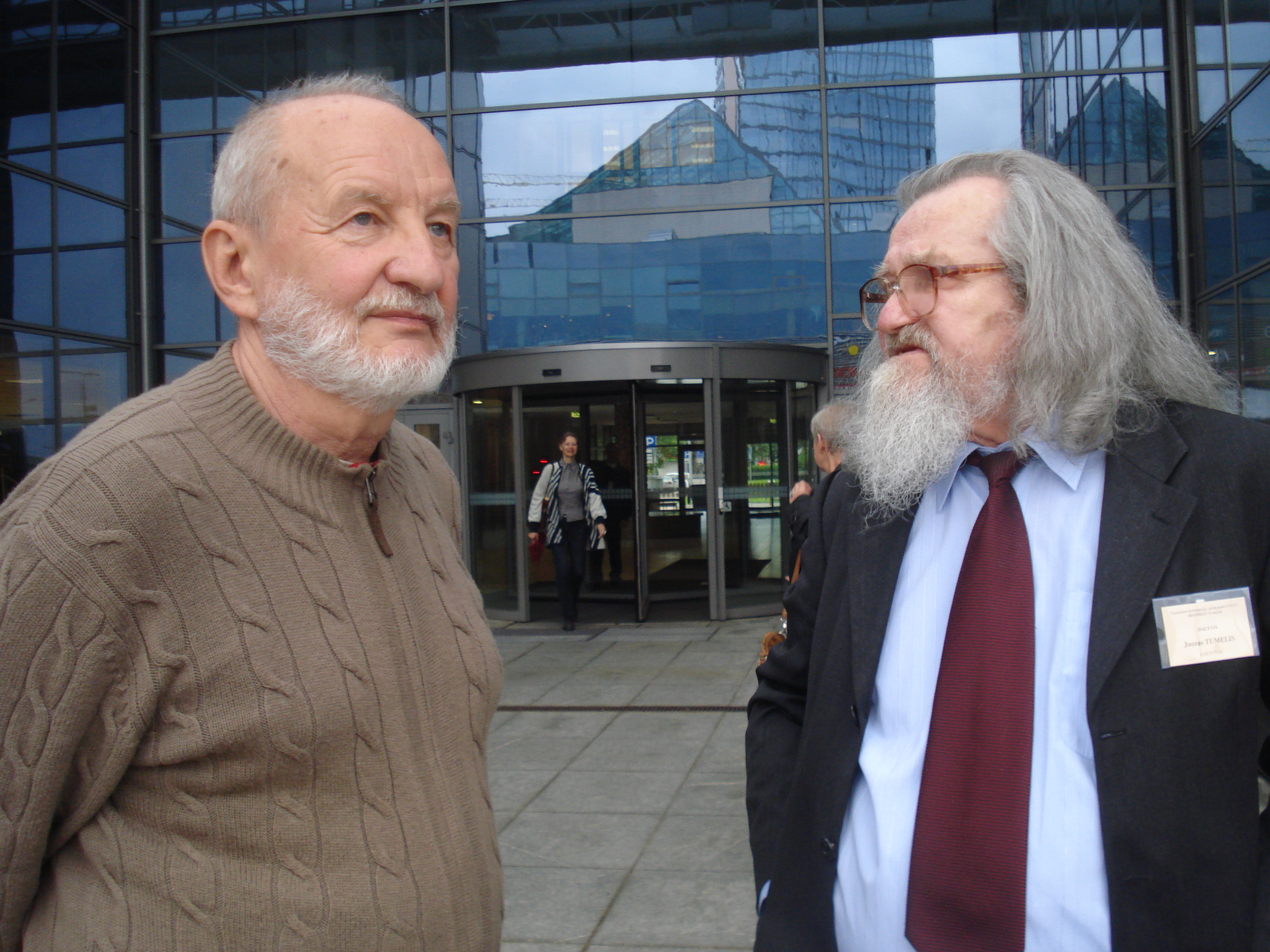
Кестутіс Настопка та Юозас Тумяліс

З 1972 викладач Вільнюського педагогічного інституту (з 1992 Вільнюський педагогічний університет), в 1989-1991 був завідувачем кафедри литовської та зарубіжної літератури, в 1991-1996 — кафедри загальної літератури.
1986 у Вільнюському університеті захистив габілітаційну дисертацію про поетику литовського вірша (ХХ століття).
З 1992 працює у Вільнюському університеті; професор.
1998-2005 — завідувач кафедри теорії літератури (з 2002 кафедра теорії та історії літератури), 2007-2008 — завідувач Центру семіотичних досліджень імені Альгірдаса Греймаса.
10 грудня 2012 його оголошено лауреатом Національної премії Литви в галузі культури і науки. Згідно з офіційним формулюванням, премію Кестутісу Настопкі присуджено за «розвиток литовської семіотики, яка досягла світового визнання».

## Книги
- Lietuvių ir latvių literatūrų ryšiai: studija. Vilnius: Vaga, 1971.
- Struktūrinė eilėraščio analizė. Vilnius, 1972.
- Tarybinių Pabaltijo tautų literatūros: paskaitų konspektas. Vilnius: Lietuvos TSR Aukštojo ir specialiojo vidurinio mokslo ministerijos Leidybinė-redakcinė taryba, 1977.
- Lietuvių eilėraščio poetika: monografija. Vilnius: Vaga, 1985.
- Išsprūstanti prasmė: straipsnių rinkinys. Vilnius: Vaga, 1991.
- Reikšmių poetika: semiotikos bandymai. Vilnius: Baltos lankos, 2002. ISBN 9955-429-72-0

## Нагороди та звання
- 1974 Премія комсомолу Литви за наукову працю «Литовсько-латиські літературні зв'язки».
- 1986 Державна премія Литви за наукову працю «Поетика литовського вірша».
- 1997 Орден Трьох зірок (Латвія).
- 2007 Кавалер Ордена Академічних пальм (Франція).
- 2012 Національна премія (Литва).
- У зв'язку з Днем держави 6 липня 2015 президент Литви Даля Грибаускайте серед інших громадян Литви та громадян іноземних держав, зазначених за заслуги перед Литвою, нагородила Кестутіса Настопку Великим командорським хрестом ордена «За заслуги перед Литвою».